# Innisfail, Queensland
Innisfail este o localitate în statul Queensland, Australia.